# Federico Bergara
Federico Bergara (Montevideo, 29 de dezembro de 1971) é um ex-futebolista uruguaio que atuava como defensor.

## Carreira
Federico Bergara integrou a Seleção Uruguaia de Futebol na Copa América de 1999.

## Títulos
Uruguai
- Copa América de 1999: 2º Lugar